# Jodokus Heß
Jodokus Heß (auch Jost Hesse, Jodocus Hessus, Hessius; * 1484 in Geislingen an der Steige; † 23. September oder 3. November 1539 in Erfurt) war von 1520 bis 1528 Prior des Kartäuserklosters im fränkischen Astheim. Anschließend stand er bis zu seinem Tod als Prior der Kartause Erfurt vor. Heß war auch bedeutender Schriftsteller.

## Die Klöster vor Heß
Die Kartause Astheim hatte sich zu Beginn des 16. Jahrhunderts endgültig an der Mainschleife etabliert. Hierzu trug auch bei, dass der Würzburger Fürstbischof Lorenz von Bibra als Oberherr über die Mönche im Jahr 1502 die Schutz- und Schirmherrschaft über das Kloster übernahm. Bereits am Ende des 15. Jahrhunderts waren die zumeist noch aus Holz gebauten Wirtschafts- und Verwaltungsbauten aus Stein neu aufgeführt worden.
Wie auch in Erfurt hatte man in Astheim jedoch mit einem Rückgang des Klosternachwuchses zu kämpfen. Durch die von Martin Luther ausgelöste Reformation gingen immer weniger junge Männer ins Kloster, sodass man auf dem Erfurter Salvatorberg sogar dazu überging, die Prioren ab 1525 vom Generalkapitel bestimmen zu lassen. Vorher entschieden sich die Mitglieder des Konvents in einer Wahl für ihren künftigen Vorsteher.

## Leben
Jodokus Heß wurde im Jahr 1484 in Geislingen an der Steige geboren, das damals zum Gebiet der Reichsstadt Ulm gehörte. Über die Eltern des späteren Prior schweigen die Quellen, wahrscheinlich sind sie im Bürgertum der kleinen, schwäbischen Stadt zu suchen. Heß ging zum Studieren an die Universität Tübingen. Noch hatte er nicht die Absicht, später eine geistliche Laufbahn einzuschlagen. Er übernahm nach seinem Studium den Posten eines Lehrers und heiratete.
Heß unterrichtete in den schwäbischen Städten Blaubeuren und Ravensburg, vielleicht zog es ihn auch ins badische Rottweil. Nach dem Tod seiner Ehefrau trat Heß um 1510 in die eidgenössische Kartause Ittingen ein. Hogg vermutet, dass er hier noch bis ins Jahr 1525 blieb, wobei Heß nachweislich die Ereignisse des Bauernkrieges bereits in Astheim erlebte. Fest steht, dass der Kartäusermönch einen regen Briefwechsel mit dem Zürcher Reformator Huldrych Zwingli führte, in dem er ihn erfolglos von der Richtigkeit der katholischen Lehre überzeugen wollte.
Vor seiner Versetzung nach Astheim hielt sich Heß eine Zeit lang in der Kartause Buxheim auf. Nach Wieland wurde Heß bereits als Prokurator der Kartause Pons Mariae in Astheim im Jahr 1520, nach der Resignation des Priors Markus, zum neuen Prior ernannt. Heß hatte wohl eine zweite Profeß auf die Astheimer Kartause abgelegt. Im Jahr 1525 erreichte der Deutsche Bauernaufstand auch die fränkischen Gebiete entlang des Maindreiecks und die Ackerbürger der nahen Stadt Volkach zogen nach Astheim.
Hier plünderten sie, zusammen mit den Bewohnern Astheims selbst, das Kartäuserkloster und schafften die Beute nach Volkach. Der Prior war zusammen mit dem Prokurator und einigen Archivalien in die sichere Reichsstadt Schweinfurt geflohen. Als die Bauern aus der Stadt Gerolzhofen die geplünderten Baulichkeiten in Astheim erreichten, wollten sie die Gebäude in Brand stecken, wurden aber von den Bewohnern des Dorfes daran gehindert, weil man Angst hatte, dass das Feuer auch auf die Nachbargebäude übergreifen konnte.
Jodokus Heß kehrte im Jahr 1526 nach Astheim zurück. Er forcierte nun die Wiederherstellung der zerstörten Klostergebäude und organisierte auch die Bestrafung der Rädelsführer des Aufstandes gegen die Obrigkeit. Insbesondere die aus Holz gebauten Mönchszellen waren vollständig vernichtet worden. Wie lang Heß in Astheim blieb, ist wiederum unklar, während Hogg vom Jahr 1531 ausgeht, erwähnt Wieland bereits 1528 den neuen Prioren Johannes II. Brizbach.
Nach seiner Zeit in Astheim kehrte Heß jedenfalls wieder in die Kartause Buxheim zurück und bekleidete hier einige Jahre (Wieland geht von sechs aus) das Amt des Vikars. 1531 hielt Jodokus Heß wohl eine Predigt vor dem Generalkapitel der Kartäuser in der Grande Chartreuse. Im Jahr 1534 ernannten ihn die Oberen zum neuen Prior der Kartause St. Salvatorberg in Erfurt. Heß sollte den durch die Reformation fast eingegangenen Konvent wiederbeleben. Jodokus Heß schrieb in Erfurt mehrere geistliche Werke.
In Erfurt hatte Heß wohl auch Kontakt zum Humanisten Helius Eobanus Hessus, der in der Stadt einen Kreis Gleichgesinnter aufgebaut hatte. Mit Hessus arbeitete Heß auch an einem gemeinsamen Werk über die Schule, das 1537 erschien. Wahrscheinlich sind auch die vielen Schreibweisen von Heß’ Namen auf die Zusammenarbeit mit dem ebenfalls Hessus genannten Eobanus zurückzuführen. Bereits bei Zeitgenossen könnte dies zu Verwechslungen geführt haben. Jodokus Heß starb am 23. September bzw. dem 3. November 1539 in Erfurt.

## Werke (Auswahl)
- Collatio Carthusie Anno a Christo nato.M.D. XXVI.pridie Kalendas May declamata magna patru.... 1526.
- Oratio de optimi pastoris officio deque ovium praefectura. Erfurt 1531.
- EYn verantvorttung Podagrae vor dem Richter: vber vilfaltige klage der armen .... Erfurt 1537.
- PODAGRAE LVDVS(e uulgari Germanico in Latinum carmen coacta, per H.Eobanum Hessum). Erfurt 1537.